# Canale di Briare
Il canale di Briare (in francese: Canal de Briare), detto anche acquedotto di Briare è il più antico canale artificiale di Francia.
Coi suoi 54 chilometri totali di lunghezza e le sue 38 chiuse, per un'altezza di pescaggio di 2,20 m, esso attraversa la valle del Loing, dove incontra il Canale di Loing, passando per Buges e Loiret (presso Montargis), passando poi nella Loira col canale della Loire a Briare. Con la navigazione permette di collegare la Loira con la Senna. Esso è il prototipo di tutti i canali moderni.

## Storia

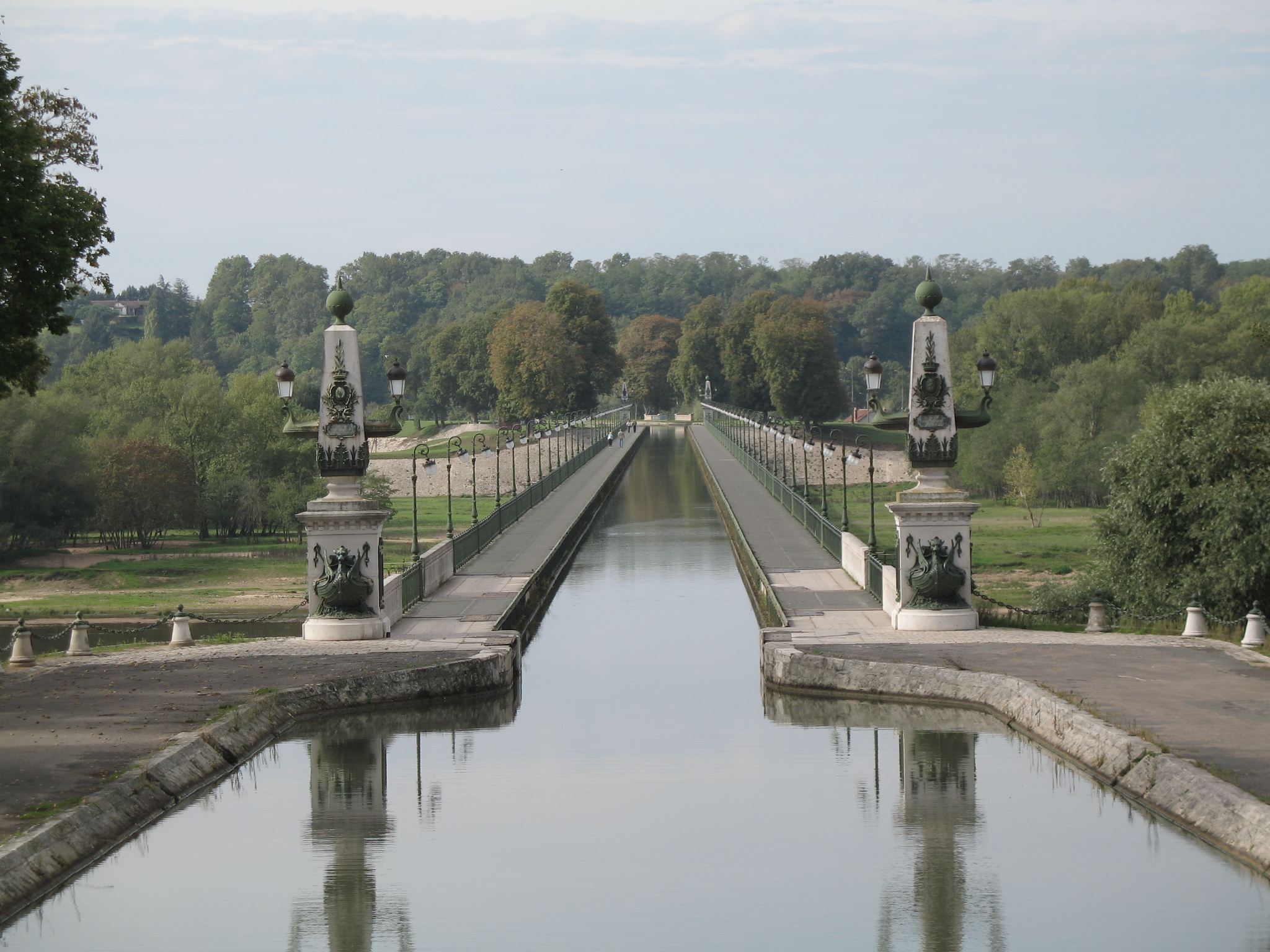
Scenografico passaggio del canale di Briare su un ponte

Il canale venne commissionato da Maximilien de Béthune, duca di Sully col fine di sviluppare il commercio tra le province dell'area, riducendo la carenza di terreni agricoli e per il pascolo e riportare floridezza a buona parte del regno. La costruzione, iniziata nel giugno del 1605, fu completata solo nel 1642. All'opera lavorarono tra i 6 e i 12.000 lavoratori col progetto per collegare i bacini della Loira e della Senna passando per Loing e Montargis.
Il progetto del canale venne realizzato nel febbraio del 1604 da Hugues Cosnier e dall'ingegner Touraine che realizzarono il primo tratto del canale, sfruttando un sistema di chiuse sul modello di quelle progettate da Leonardo da Vinci per il Naviglio Grande di Milano. Cosnier venne assistito in questo progetto da ingegneri olandesi che erano specialisti in idraulica. Una prima serie di chiuse venne costruita a Rogny-les-Sept-Écluses dove appunto sette chiuse si intrecciano per compensare un dislivello di 24 metri. Un'altra serie di chiuse simile si trova in località Moulin-Brûlé di Dammarie-sur-Loing dove si trovano quattro chiuse allineate. Un terzo livello era posto a Chesnoy con tre chiuse. I lavori avanzarono rapidamente, nonostante la forte opposizione degli aristocratici locali (tra cui spiccava il signore di Coligny, nipote del potente ammiraglio protestante assassinato durante la Notte di San Bartolomeo). Quando re Enrico IV venne assassinato nel 1610, Sully cadde ben presto in disgrazia e venne a mancare quel sostegno fondamentale per la prosecuzione dei lavori che si interruppero nel 1611. Verso il 1628 il marchese Antoine Coeffier de Ruzé d'Effiat, amico di Richelieu, riprese l'idea di riavviare i lavori dal canale e dal 1629 al 1632 vennero compiuti ulteriori lavori, compiendo quasi tutto il percorso attuale con la mancanza degli ultimi dieci chilometri.
Al 1638, François e Guillaume Boutheroüe-Desmarais erano entrambi co-proprietari dei diritti sul canale, e quest'ultimo venne poi incaricato da Luigi XIV di iniziare un vero e proprio sistema di navigazione. Jaques Guyon propose a Luigi XIII di riprendere i lavori creando con altri nobili locali la "Società dei Signori del Canale della Loira e della Senna", una delle prime società in Francia. L'opera venne completata nel mese di settembre del 1642. Richelieu, anche se gravemente malato, volle essere il primo passeggero a percorrere l'intera tratta.

## Alimentazione
Per alimentare l'acqua di questo canale fu necessario durante i lavori collegare i vari tratti con una serie di chiuse della portata compresa tra 500 e 1000 metri cubi d'acqua per far fronte agli sbalzi presenti tra i diversi livelli, raccogliendo nel contempo anche acqua da stagni e rivoli locali. Tra questi ricordiamo:
- Stagni di Gazonne, de la Boussicauderie e di Chesnoy
- Stagno di Ouzouer-sur-Trézée
- Stagni delle Tuileries, del castello, della Cahauderie, di Beaurois a Champoulet
- Il grande serbatoio di Bourdon a Saint-Fargeau, il Bourdon, un affluente del Loing, ampliato nel 1904
- Il serbatoio di Moutiers e l'Loing
- Diversi altri piccoli stagni sparsi

Per aumentare la capacità del canale a Briare fu installata nel 1895 una pompa in grado di pompare acqua dalla Loira a 45 m più in alto.

## Modifiche

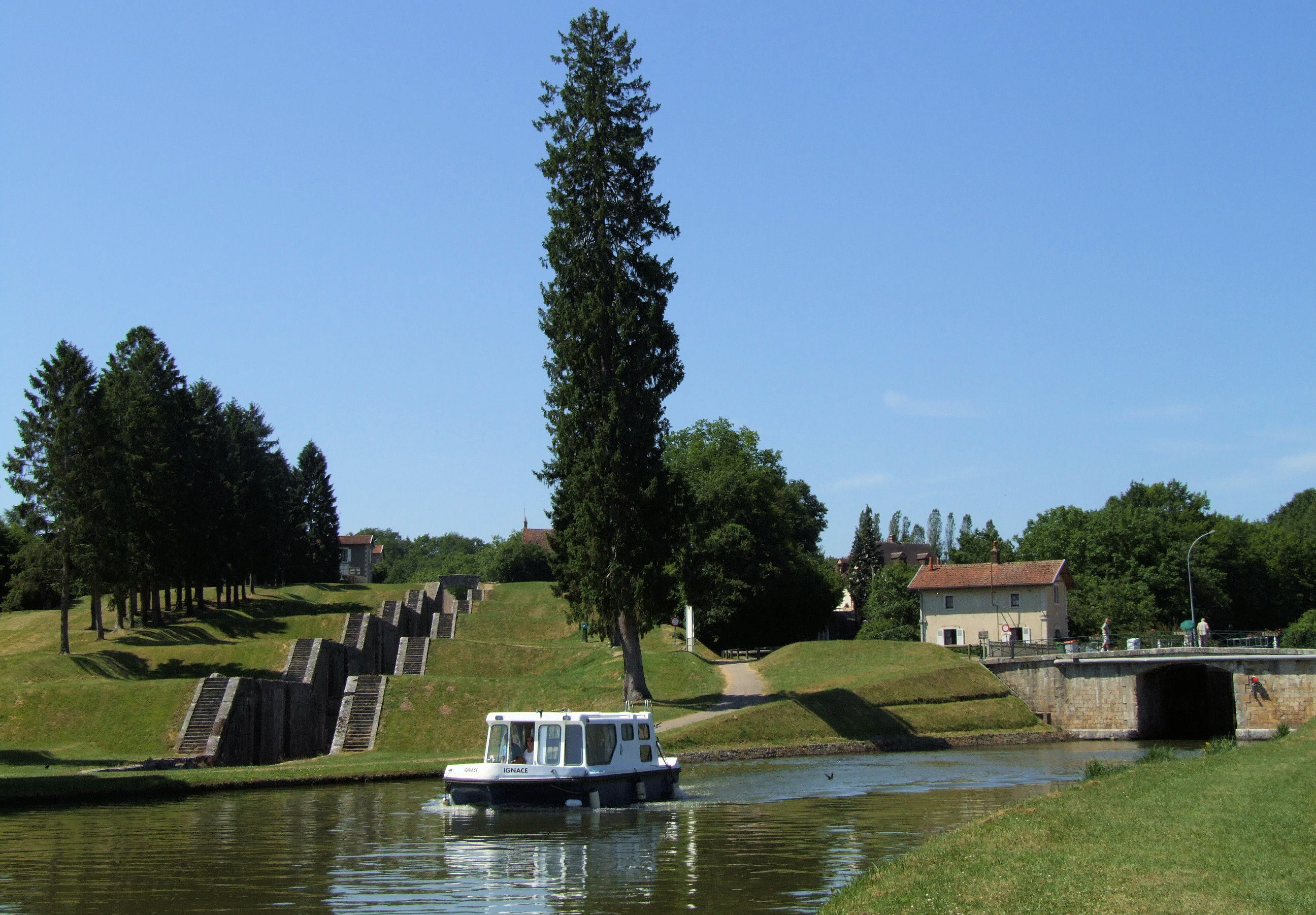
Il vecchio e il nuovo tratto del canale di Briare a Rogny: in primo piano il percorso nuovo del canale, sul retro le vecchie chiuse del periodo régio

Dalla sua creazione, il canale di Briare subì alcune modifiche:
- Nel 1720, il canale venne esteso da Montargis a Buges per collegare i canali di Orléans e Loing. Questa porzione viene chiamata "Canel Nine".
- Negli anni '30 dell'Ottocento, il canale subì un'importante campagna di ammodernamento a seguito delle cosiddette "Leggi Becquey" dal 1821/1822 che imponevano, tra le altre cose, una dimensione minima per i canali. Il canale venne definitivamente acquistato dallo stato francese nel 1860.
- Negli anni '80 dell'Ottocento, il canale che già era stato acquistato dallo stato, venne modernizzato sulla base della legge Freycinet del 1879 che portò la lunghezza minima delle chiuse a 39 metri per 5,20 m. Durante i lavori di sistemazione, intere sezioni del canale vennero abbandonate e sostituite da tratti nuovi del canale, meno tortuosi. Vennero abbandonate in quest'epoca le chiuse di Rogny, Moulin-Brûlé e Chesnoy a favore di nuove e più moderne chiuse sul nuovo percorso. In alcuni punti, il vecchio canale è ancora visibile (Rondeau, Moulin-Brûlé in Dammarie-sur-Loing , Venon, Briquemault).